# Solidarités International
Solidarités International és una organització sense ànim de lucre que treballa en àrees de conflicte i catàstrofes naturals. El seu objectiu principal és donar suport ràpid i eficaç a les persones en situacions de perill vital, satisfent les seves necessitats immediates: aigua, menjar i habitatge. L'organització també té una línia d'acció enfocada a l'aigua potable i la seguretat alimentària per a les poblacions més vulnerables. Solidarités International va ser fundada l'any 1980 per Alain Boinet. Cada any porta a terme més de 120 programes humanitaris en 18 països.

## Història
L'acció humanitària de Solidarités International es remunta al 1979 a la guerra afganosoviètica. Cinc ciutadans francesos, entre ells Patrice Franceschi, Alain Boinet i Patrick Brizay, van enviar les «caravanes de l'esperança» per ajudar la població local. Amb la col·laboració de la resistència afganesa van travessar la frontera en secret i van lliurar ajuda humanitària a la població del país. Aquesta va ser la primera missió de Solidarités International.
L'objectiu de l'organització no és només donar resposta a les necessitats vitals de les poblacions enfrontades a crisis humanitàries derivades de conflictes armats o desastres naturals, sinó també donar suport als supervivents en el camí cap a l'autonomia i el creixement, especialment en els àmbits de l'aigua, la higiene, el sanejament i seguretat alimentària .

### Acció d'emergència
La resposta d'emergència segueix un pla d'acció en tres etapes:
- Diagnòstic de la situació d'emergència: un equip d'experts realitza un diagnòstic detallat sobre el terreny per avaluar la magnitud del desastre i les necessitats de les poblacions afectades que permet preparar la resposta humanitària més adequada.
- Resposta a les necessitats més urgents: s'informa a la ciutadania de la situació i es busca donants. Els fons recaptats permeten enviar un equip d'intervenció i recursos logístics. Un cop sobre el terreny, l'equip humanitari treballa amb la població local. La intervenció inclou el tractament i distribució d'aigua, l'establiment de sistemes de sanejament, la distribució d'equips d'higiene, productes de primera necessitat, aliments i els mitjans i suport per establir refugis temporals.
- Estratègia de sortida: més enllà de la resposta a les necessitats urgents, Solidarités International es compromet a reforçar les capacitats de resiliència de les comunitats afectades. Els equips humanitaris estableixen condicions per a una desvinculació gradual que permeten la presa de possessió de les activitats d'emergència o la seva substitució mitjançant la implantació o reintroducció de serveis sostenibles. Així, amb l'objectiu d'anar més enllà d'una simple resposta humanitària, les accions realitzades sobre el terreny estan pensades per a ser sostenibles, col·laboratives i amb visió de futur. Els coneixements i les eines necessàries es transmeten a les poblacions afectades perquè puguin reconstruir les seves vides.

### Aigua, higiene i sanejament
Solidarités International treballa sobre el terreny amb les poblacions més vulnerables per a fer front a les malalties transmeses per l'aigua i intervé per a limitar la propagació d'aquestes malalties:
- Millorar l'accés a l'aigua potable:[4] distribució d'aigua potable, instal·lació de pous, captació i protecció de fonts i xarxes d'abastament d'aigua potable.
- Millorar el sanejament: instal·lació de serveis sanitaris,[5] gestió d'excrements i deixalles i lluita contra els vectors de malalties.
- Promoure bones pràctiques d'higiene.
- Donar suport a les comunitats en la gestió de les infraestructures: desenvolupament d'infraestructures a les zones urbanes i protecció dels recursos a les zones rurals.
- Donar suport a les comunitats per a sostenir en el temps les seves activitats de conscienciació.

### Seguretat alimentària
L'acció de Solidarités International pretén donar resposta a les necessitats alimentàries més urgents i reforçar de manera sostenible els mitjans de vida de les poblacions:
- En una situació d'emergència i segons el context, l'organització prioritza els programes de transferència de diners, distribució d'efectiu i programes de cupons de valor de mercat. Aquests s'intercanvien per aliments o productes de primera necessitat amb comerços locals, la qual cosa té l'efecte d'estimular l'economia local. Com a últim recurs, l'organització implementa programes de distribució directa d'aliments.
- Paral·lelament a la resposta d'emergència, l'organització intervé per a reactivar els mitjans de subsistència de les poblacions: distribució de components agrícoles i ramaders, programes de transferència de diners, suport a microempreses i reconstrucció d'habitatges, accés a serveis essencials com vacunes i productes veterinaris.

A més, els programes de Solidarités International pretenen augmentar els rendiments i els ingressos de les explotacions familiars mitjançant la posada en marxa de projectes d'educació pública, programes específics de formació, ajuts a la inversió, activitats de suport a grups de productors, etc.

## Valors
Solidarités International actua d'acord amb els següents principis:
- Independència
- No discriminació i respostes adaptades a les situacions de les poblacions assistides
- Actuació a petició de les poblacions afectades o dels seus representants
- Respecte per la identitat cultural i la dignitat de la persona
- Aplicació tangible dels projectes
- Coordinació i cooperació amb les organitzacions i institucions implicades
- Informació i sensibilització ciutadana